# Piper clementis
Piper clementis är en pepparväxtart som beskrevs av Leon. Piper clementis ingår i släktet Piper och familjen pepparväxter. Inga underarter finns listade i Catalogue of Life.